# Dance Club Songs
告示牌舞曲夜店歌曲榜（Dance Club Songs）是由美國音樂權威告示牌雜誌（Billboard Magazine）所制定的一份舞曲排行榜，目前告示牌排行榜舞曲類共有六個分榜，一般媒體簡稱《告示牌舞曲榜》即是指此榜。此榜在1974年10月26日成立，成立之初是以迪斯可舞曲為主要標的，此榜也成為告示牌排行榜（Billboard Charts）眾分榜中，成立時間最早的舞曲類榜。舞曲榜成績依據的來源，是經由計算抽樣在各大舞廳、夜總會或夜店現任DJ職務者每週按時提交，再由告示牌雜誌做最後統計。不過並非任何一位DJ都有此權力，這必須先向告示牌雜誌提出申請，經審核通過並認證為告示牌雜誌專任會員，才會被賦予提名權力，目前此榜計算到第50名但只列示前25名，但年終榜會列示前50名。

自2020年3月28日起，因「COVID-19」在全球大流行影響，《告示牌舞曲榜》目前關閉中。

## 舞曲榜歷史

### 名稱變革
《告示牌舞曲榜》並非一開始就以《Dance  Club Songs》為名，這是歷經數十年演變以及跟隨時代進化的結果，《Hot Dance Club  Songs》、《Club Play Singles》、《Hot Dance Club Play》、《Hot Dance / Disco》和《Disco Action》都曾是該榜的名稱。

### 1970 ~ 1980年代
《告示牌舞曲榜》在1974年10月26日成立，成立之初該榜只名列前10名，榜上的歌曲名單也僅來自紐約地區的舞廳，但很快的擴展到美國其它的大城市。舞曲榜跟著時間流逝它的影響力卻是日與俱增，1976年8月28日該榜擴增至30個名次，但很快又提增至40名，接連在1979年名次三級跳，先增加至60個名次，然後80終於再達到最高峰為100個名次。進入1980年代之後，它的名次在1981年減縮至81個名次。《告示牌舞曲榜》在1985年3月16日首次產生重大改革，該榜進行分裂和重新命名，告示牌舞曲類榜增添兩個新的分榜《Hot Dance / Disco》和《Hot Dance Music / Maxi-Singles Sales》，這兩榜都是採取50個名次，但如今只有《Hot Dance / Disco》還存在，後者已被淘汰，而演變至今該榜的名次已經更迭不知幾次，目前《告示牌舞曲榜》只名列前25名。

### 1990 ~ 2000年代
2003年舞曲類榜新增《Hot Dance Airplay》，其來源是六個以舞曲為主的電台點播，還有經過尼爾森廣播數據系統監控的Top 40，目前此榜名稱為《Dance / Mix Show Airplay》。

### 2010年代 ~ 迄今
2013年1月26日舞曲類榜新增《Hot Dance / Electronic Songs》，電子數碼銷售、網路串流、媒體銷售和電台點播都被納入計算，採取前50個名次。截至2020年為止，告示牌舞曲類榜共有六個主要分榜，分別是《Hot Dance / Electronic Songs》、《Dance / Electronic Digital Songs Sales》、《Dance / Electronic Streaming Songs》、《Dance Club Songs》、《Dance / Mix Show Airplay》和《Top Dance / Electronic Albums》。舞曲類榜可說是隨著時代科技進步，改變最多最顯著的例子，不符合現況需求的榜單隨即被汰換，為力求公平性，告示牌也不斷修正計分方式以求符合時下全球音樂市場的改變。

## 舞曲榜變革與現況
- 《告示牌舞曲榜》從1974年成立，開始之初，對於進榜的作品不侷限於1首單曲，1個作品中同時存在2首、3首甚至多首歌曲都可以進入舞曲榜，甚至是整張專輯也可以被該榜接受，如1979年 Gloria Gaynor 就以4首歌曲〈I Will Survive / Substitute / Anybody Wanna Party? / I Said Yes〉同時拿下三週冠軍，或是麥可·傑克森在1983年的《戰慄》和瑪丹娜在1988年的《你可以跳舞》都曾在該榜拿下冠軍，這種情況在迪斯可盛行的年代尤為常見，這往往會造成實際冠軍舞曲數多於冠軍次數的亂象。一直到1991年2月16日，告示牌雜誌終於針對舞曲榜更改進榜條件，新規定是一個名次只能接受1首歌曲，以前多首歌曲合併進榜的情況將不復見，且自1991年2月23日開始適用新規定。至於在1991年之前，同時以2首歌曲以上奪得舞曲榜冠軍的作品，將如何計算冠軍曲數？依照告示牌排行榜的官方規定以「次」計算。如1979年 Gloria Gaynor 那首4合1的三週冠軍，被告示牌認定為1首冠軍舞曲，對於那4首歌曲來說，都是告示牌冠軍舞曲，但對於告示牌在計算 Gloria Gaynor 的冠軍舞曲數來說，就只有1首。專輯方面亦是如此，不管專輯內有幾首歌曲，都只被認列成1首冠軍舞曲。[5]
- 同一個歌手同一首歌曲只要是不同的版本，都可以進入《告示牌舞曲榜》，這點規定在告示牌排行榜許多分榜中也適用，不過在舞曲榜中的歌曲，經常出現混音舞曲，不同的DJ所混音都算是不同版本，都可以進入該榜。
- 告示牌排行榜擁有眾多分榜，在2015年之前，締造最多首冠軍曲紀錄發生在《鄉村歌曲榜》（Hot Country Songs），老牌鄉村歌手喬治·史崔特（George Strait）以44首冠軍鄉村單曲傲視群倫，但此紀錄在2015年2月29日被瑪丹娜以第44首冠軍舞曲〈為愛而活〉追平，目前此榮耀仍留在舞曲榜。[6]
- 由於《告示牌舞曲榜》的屬性特殊，所以上榜的作品並不侷限在固定的音樂類型，電音、福音、爵士、歌劇或是交響樂類型的歌曲經過混音都被接受，甚至是DJ的作品都可以被接受，而且同一首歌曲經過不同DJ混音過，都可以再次進榜，因此該榜的戰況相當激烈。而隨著競爭日益白熱化，能在《告示牌舞曲榜》得到冠軍的週數越來越短，2010年則首度發生冠軍曲週週易主的現象，截至2022年為止，在該榜所出現的最後一首5週冠軍歌曲是瑪丹娜在2000年的〈音樂聖堂〉，最後一首4週冠軍的歌曲也還是她，2005年推出的〈心神不寧〉。隨著歌曲得到冠軍的週數逐漸減少，當紅歌手可以在一年內輕易獲得3首以上的冠軍舞曲，例如蕾哈娜在2007年、2010年、2011年和2016年都產生了4首冠軍舞曲，2017年更是一舉締造5首冠軍新紀錄，成為史上第一位年產5首冠軍舞曲之藝人。
- 自2020年3月28日起，因「COVID-19」在全球大流行影響，《告示牌舞曲榜》史無前例的關閉，舞曲類榜中六個分榜僅此榜關閉，其餘五個分榜則正常運營。

## Top 10 artists of All-Time (1976–2016)[7]
| 名次 | 歌手          |
| ---- | ------------- |
| 1    | 瑪丹娜        |
| 2    | 珍娜·傑克森   |
| 3    | 蕾哈娜        |
| 4    | 碧昂絲        |
| 5    | 寵物店男孩    |
| 6    | 唐娜·桑默     |
| 7    | 瑪麗亞·凱莉   |
| 8    | 克莉絲汀·W    |
| 9    | 詹妮弗·洛佩兹 |
| 10   | 流行尖端樂團  |

## 舞曲榜紀錄

### 歷史紀錄
- 首支冠軍舞曲

1974年 葛洛莉雅·蓋諾的〈Never Can Say Goodbye〉四週冠軍。
- 首位在前三名有兩首作品的藝人

凱莉·米洛，2011年3月5日她有兩首作品分佔第1名和第3名。
- 首支同一位歌手但不同版本的歌曲各自奪冠

史汀的〈Stolen Car〉，2004年8月14日和2016年2月20日以不同混音版本兩度奪冠。

### 累計紀錄
- 最多首冠軍舞曲得主

瑪丹娜以50首稱冠，這是告示牌所有分榜中締造最多首冠軍曲的紀錄，她也是首位在5個世代（1980、1990、2000、2010和2020）都有冠軍舞曲誕生的歌手。
- 同一年度獲得最多首冠軍舞曲得主

2017年蕾哈娜獲得5首。
- 冠軍週數最長的作品

11週，有兩首。1975年Harold Melvin & the Blue Notes的單曲〈Bad Luck〉和1983年麥可·傑克森的專輯《戰慄》。
- 同一張專輯中最多首冠軍舞曲

8首，蕾哈娜於2016年的《反了》。
- 最快達成10首冠軍舞曲藝人

女神卡卡以2年5個月3週榮登第一，其次是凱蒂·佩芮的2年11個月2週。
- 最快奪冠歌曲

告示牌舞曲榜成立迄今，尚未出現空降冠軍紀錄，但有3首歌曲以3週奪冠。
- 1984年6月30日美國男歌手王子的單曲〈When Doves Cry/17 Days〉14-4-1。
- 1985年9月28日英國ABC樂團的單曲〈Be Near Me〉11-2-1。
- 1986年3月22日美國男歌手Colonel Abrams單曲〈I'm Not Gonna Let (You Get The Best Of Me)〉9-2-1。

## 外部連結
- （英文） Dance Club Songs Top 25（页面存档备份，存于）